# Franz Porten
Franz Porten (n. 23 august 1859, Zeltingen-Rachtig, Renania-Palatinat, Germania – d. 21 mai 1932, Berlin, Republica de la Weimar) a fost un cântăreț de operă bariton german. El a și regizat filme în perioada filmului mut.

## Filmografie selectivă

### Regizor
- 1906 Meißner Porzellan (scurtmetraj) cu Henny Porten
- 1908 Funiculi-Funicula
- 1910 Lohengrin, regia Franz Porten
- 1906 Tannhäuser, regia Franz Porten (scurtmetraj) cu Henny Porten
- 1910 Lohengrin cu Henny Porten
- 1910 Weh dass wir Scheiden Müssen cu Henny Porten
- 1910 Linda von Chamonix cu Henny Porten
- 1910 Im Fasching cu Henny Porten
- 1910 Die kitzlige Jungfrau cu Henny Porten
- 1910 Das Geheimnis der Toten cu Henny Porten

1. 1 2  „Franz Porten”, Gemeinsame Normdatei, accesat în 15 octombrie 2015
2. 1 2  Franz Porten, Filmportal.de, accesat în 9 octombrie 2017
3. ↑  „Franz Porten”, Gemeinsame Normdatei, accesat în 30 decembrie 2014
4. ↑  Czech National Authority Database, accesat în 1 martie 2022